# Triniochloa andina
Triniochloa andina är en gräsart som beskrevs av Luces. Triniochloa andina ingår i släktet Triniochloa och familjen gräs. Inga underarter finns listade i Catalogue of Life.